# 島田智明
島田 智明（しまだ ともあき、1969年〈昭和44年〉12月2日 - ）は、日本の政治家。自由民主党所属の衆議院議員（1期）。元大阪府河内長野市長（2期）。

## 来歴
大阪府河内長野市出身。河内長野市立千代田台保育所卒園。卒園後、河内長野市立小山田小学校入学、河内長野市立楠小学校卒業。大阪星光学院中学校・高等学校卒業。
1993年（平成5年）3月、京都大学工学部情報工学科卒業。
1995年（平成7年）3月、東京大学大学院理学系研究科情報科学専攻修士課程修了。
同年4月、A.T.カーニーに就職。その後、FCI（フラマトムコネクターズインターナショナル）シンガポール、富士通コンピューターズシンガポールなどの会社で勤務。
2000年（平成12年）3月、シンガポール国立大学大学院経営学研究科MBA（修士課程）修了。
2005年（平成17年）8月、フランスINSEAD大学院経営学研究科PhD（博士課程）修了。
2007年（平成19年）1月、国際大学大学院国際経営学研究科アシスタントプロフェッサーを経て、神戸大学大学院経営学研究科准教授に就任。
2015年（平成27年）、奈良県王寺町地方創生本部顧問に就任。
2012年（平成24年）7月8日投開票の河内長野市長選挙に立候補するも、現職の芝田啓治に敗れ、落選。
※当日有権者数：93,138人 最終投票率：38.00%（前回比：－8.25pts）
| 候補者名 | 年齢 | 所属党派 | 新旧別 | 得票数   | 得票率 | 推薦・支持 |
| -------- | ---- | -------- | ------ | -------- | ------ | ---------- |
| 芝田啓治 | 62   | 無所属   | 現     | 20,550票 | 58.96% |            |
| 島田智明 | 42   | 無所属   | 新     | 14,304票 | 41.04% |            |

2016年（平成28年）7月10日投開票の市長選では、「市長給与30％削減、退職金ゼロ」を公約に掲げ再挑戦。現職の芝田を破り、初当選を果たした。8月3日、市長就任。
※当日有権者数：92,642人 最終投票率：55.29%（前回比：＋17.29pts）
| 候補者名 | 年齢 | 所属党派 | 新旧別 | 得票数   | 得票率 | 推薦・支持 |
| -------- | ---- | -------- | ------ | -------- | ------ | ---------- |
| 島田智明 | 46   | 無所属   | 新     | 28,539票 | 57.15% |            |
| 芝田啓治 | 66   | 無所属   | 現     | 21,397票 | 42.85% |            |

市長の任期満了に伴う2020年（令和2年）7月12日投開票の市長選では、河内長野市議会議員（7期）や議長を歴任した浦尾雅文（大阪維新の会公認候補）を破って再選を果たした。
※当日有権者数：89,366人 最終投票率：46.96%（前回比：－8.33pts）
| 候補者名 | 年齢 | 所属党派     | 新旧別 | 得票数   | 得票率 | 推薦・支持 |
| -------- | ---- | ------------ | ------ | -------- | ------ | ---------- |
| 島田智明 | 50   | 無所属       | 現     | 24,358票 | 58.48% |            |
| 浦尾雅文 | 51   | 大阪維新の会 | 新     | 17,291票 | 41.52% |            |

2023年8月2日、自由民主党の衆議院大阪15区の選挙区支部長に選出されたことが発表された。また、前支部長の加納陽之助を大阪10区に国替えすることも発表された。
2024年10月27日投開票の第50回衆議院議員総選挙に、大阪15区から自民党公認（公明党推薦）で出馬。小選挙区では日本維新の会前職の浦野靖人に敗れて落選したが、比例近畿ブロックで復活当選し、大阪府内の自民党候補者で唯一の当選者となった。

## 人物

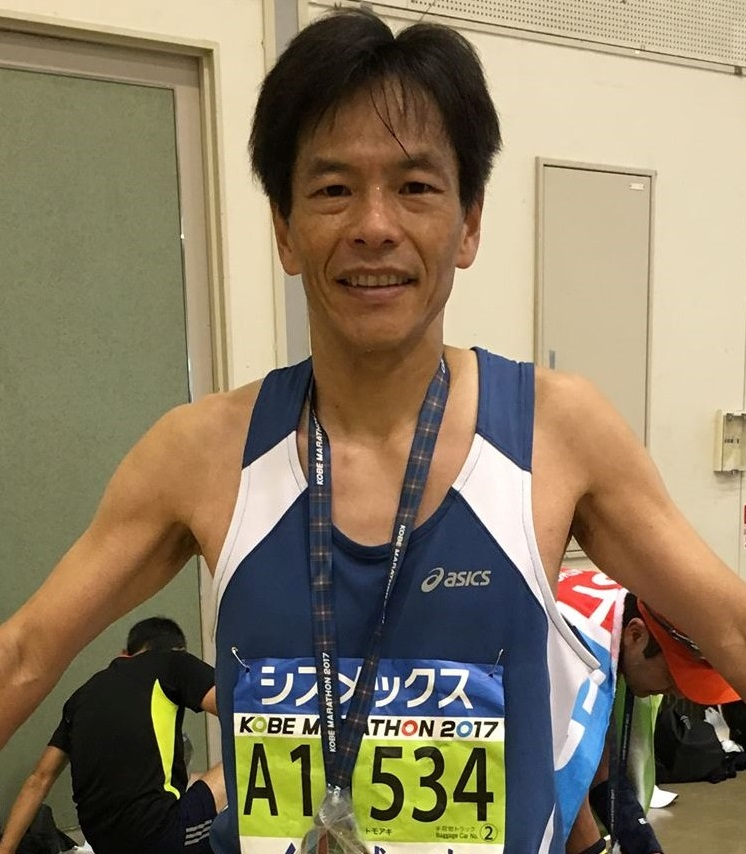
2017年11月19日、第7回神戸マラソンにて

趣味はマラソン。フルマラソンの最速公認記録は2時間50分59秒（板橋Cityマラソン2023）。サブ3を6回達成。

## 選挙歴
| 当落 | 選挙                   | 執行日         | 年齢 | 選挙区       | 政党       | 得票数    | 得票率 | 定数 | 得票順位 /候補者数 | 政党内比例順位 /政党当選者数 |
| ---- | ---------------------- | -------------- | ---- | ------------ | ---------- | --------- | ------ | ---- | ------------------ | ---------------------------- |
| 落   | 2012年河内長野市長選挙 | 2012年7月8日   | 42   | ーー         | 無所属     | 1万4304票 | 41.04% | 1    | 2/2                | /                            |
| 当   | 2016年河内長野市長選挙 | 2016年7月10日  | 46   | ーー         | 無所属     | 2万8539票 | 57.15% | 1    | 1/2                | /                            |
| 当   | 2020年河内長野市長選挙 | 2020年7月日    | 50   | ーー         | 無所属     | 2万4358票 | 58.48% | 1    | 1/2                | /                            |
| 比当 | 第50回衆議院議員総選挙 | 2024年10月27日 | 54   | 大阪府第15区 | 自由民主党 | 6万2351票 | 33.18% | 1    | 2/4                | 6/6                          |